# 托鲁艾格尔
托鲁艾格尔是吉尔吉斯斯坦伊塞克湖州伊塞克湖区下辖的一个村，2009年时人口为2,470人。

## 名称
该村以清朝时期布鲁特人（即柯尔克孜族）部落名为名。据《新疆识略》记载，布鲁特人有19个部落：冲巴噶什、希布察克、萨尔特、奈曼、喀尔提锦、提依特、图尔额依格尔、苏勒图、岳瓦什、额德格讷、察哈尔萨雅克、萨雅克、巴斯奇斯、蒙额勒多尔、色勒库尔、奇里克、胡什齐、萨尔巴噶什、诺依古特。
目前，未见任何可靠来源将“toru-ayγïr”与清代布鲁特的图尔额依格尔鄂托克联系起来，不应将这些概念混同。

## 名人
- 莫勒多加齐·托科巴耶夫（俄语：Токобаев, Молдогазы）：吉尔吉斯苏维埃社会主义共和国最高苏维埃主席团主席（1943—1945年）。
- 伊萨·科诺耶维奇·阿洪巴耶夫（俄语：Ахунбаев, Иса Коноевич）：吉尔吉斯斯坦外科医生，吉尔吉斯斯坦胸外科创始人。
- 布拉提·阿卜杜拉耶维奇·明杰尔基耶夫（俄语：Минжилкиев, Булат Абдуллаевич）：苏联吉尔吉斯斯坦歌剧演员、教师。苏联人民艺术家。